# Гончаров, Андрей Александрович
Андре́й Алекса́ндрович Гончаро́в (2 января 1918, с. Сенницы, Зарайский уезд, Рязанская губерния, РСФСР — 7 сентября 2001, Москва, Россия) — советский и российский театральный режиссёр и педагог. Главный режиссёр и художественный руководитель Московского драматического театра имени Владимира Маяковского (1967—2001). Герой Социалистического Труда (1987), народный артист СССР (1977), кавалер ордена Ленина (1987), лауреат двух Государственных премий СССР (1977, 1984), Государственной премии РСФСР им. К. С. Станиславского (1972) и Государственной премии Российской Федерации (1998).

## Биография
Андрей Гончаров родился 2 января 1918 года в селе Сенницы (ныне в городском округе Озёры Московской области). Детство провёл в родном селе, затем семья переехала в Москву. Дед по материнской линии служил управляющим у графа Келлера, которому принадлежало село. Отец – Гончаров Александр Иванович, вёл уроки фортепиано в Московском филармоническом училище, работал концертмейстером в Большом театре. Мать – Гончарова (Обрехт) Людмила Рудольфовна, актриса, руководила детской театральной студией, в которой занимался и сам Андрей.
В 1936 году поступил в ГИТИС. Проучившись год на актёрском курсе, поступил на режиссёрский факультет и попал в группу, которую возглавил Н. М. Горчаков. В 1940 в Ивановском областном драматическом театре поставил свой дипломный спектакль — водевиль по мотивам пьесы А. Е. Корнейчука «В степях Украины». ГИТИС окончил в 1941 году.
С началом Великой Отечественной войны добровольцем ушёл на фронт. Сражался на Истринском и Ельнинском направлениях. Красноармеец взвода разведки 407-го полка 103 дивизии 16-й армии. В 1942 году получил в бою ранение и контузию, после лечения в госпитале демобилизован по инвалидности. В связи с этим в 1947 году был награждён медалью «За боевые заслуги». 
В 1942—1944 годах — режиссёр 1-го Фронтового театра ВТО. Летом 1942 года коллектив театра выехал в свою первую фронтовую командировку на Северный флот. Весной 1943 года театр представлял свой репертуар в Ленинграде, в Кронштадте, на кораблях и базах Балтийского флота, позже — перед 2-м Белорусским фронтом, в городах Домброво и Белосток. Приказом ВС 2-го Белорусского фронта от 19 декабря 1944 года за организацию выступлений театра награжден медалью «За боевые заслуги».
В 1944—1951 годах — режиссёр Московского театра сатиры. Первой постановкой стала пьеса «Женитьба Белугина» А. Н. Островского и Н. Я. Соловьёва. В 1951—1956 годах — режиссёр Московского драматического театра им. М. Ермоловой, ставил спектакли на сцене Малого театра.
В 1956—1957 годах — художественный руководитель Театра-студии киноактёра в Москве. В 1958—1966 годах — главный режиссёр Московского драматического театра на Малой Бронной.
В 1967—1987 — главный режиссёр Московского драматического театра имеин Вл. Маяковского, в 1987—2001 — его художественный руководитель.
Ставил спектакли за рубежом (София, Любляна).
С 1945 года преподавал в ГИТИСе, сначала на актёрском факультете у В. А. Орлова, затем на режиссёрском у Н. М. Горчакова. В ГИТИСе работал до последних дней (с 1950 — доцент, с 1966 — профессор, с 1981 — заведующий кафедрой режиссуры). Среди его учеников: Д. Спиваковский, П. Фоменко, Э. Някрошюс, Е. Каменькович, Г. Егоров, А. Борисов, Т. Ахрамкова, С. Голомазов, В. Быков, К. Богомолов, В. Андреев, Н. Сличенко, Ф. Берман, А. Мамбетов, В. Пахомов, С. Яшин, В. Ефремова, А. Славутский, В. Григорьев, Г. Косарев, И. Костолевский.

Могила Гончарова на Новодевичьем кладбище Москвы.

Многие годы был секретарём Союза театральных деятелей РФ, а также председателем Комиссии по премиям мэрии Москвы в области литературы и искусства.
Автор книги, статей, режиссёрских комментариев к пьесам.
Член ВКП(б) (1943—1991).
Скончался 7 сентября 2001 года в московской больнице. Похоронен в Москве на Новодевичьем кладбище (участок № 10).

### Семья
- Жена — Вера Николаевна Жуковская (1920—1992), актриса, работала в Театре на Малой Бронной.
  - Сын — Алексей Андреевич Гончаров.

## Постановки

### 1-й Фронтовой театр ВТО (1942—1944)
- 1942 — «Рузовский лес» К. Я. Финна
- 1942 — «Жди меня» К. М. Симонова
- 1943 — «Женитьба Белугина» А. Н. Островского и Н. Я. Соловьёва
- 1943 — «Правда хорошо, а счастье лучше» А. Н. Островского
- 1944 — «Укрощение укротителя» Дж. Флетчера

### Московский театр Сатиры(1944—1951)
- 1945 — «Женитьба Белугина» А. Н. Островского и Н. Я. Соловьёва
- 1948 — «Вас вызывает Таймыр» А. А. Галича и К. Ф. Исаева
- 1951 — «Женихи» А. И. Токаева (перевод В. В. Шкваркина)

### Московский театр имени М. Н. Ермоловой
- 1949 — «Благочестивая Марта» Т. де Молины
- 1952 — «Ксения» А. А. Волкова
- 1953 — «Европейская хроника» А. Н. Арбузова
- 1967 — «Бег» М. А. Булгакова

### Малый театр
- 1954 — «Опасный спутник» А. Д. Салынского
- 1957 — «Когда горит сердце» по роману «По ту сторону» В. П. Кина

### Театр-студия киноактёра(1956—1957)
- «Дикарка» А. Н. Островского

### Московский драматический театр на Малой Бронной(1957—1966)
- 1959 — «Вид с моста» А. Миллера
- 1960 — «Закон зимовки» Б. Л. Горбатова
- 1961 — «Волнолом» Ю. Ф. Эдлиса
- 1961 — «Третья голова» М. Эме
- 1962 — «Аргонавты» Ю. Ф. Эдлиса
- 1963 — «Мятеж неизвестных» Г. А. Боровика
- 1964 — «Жив человек» В. Е. Максимова
- 1965 — «Физики и лирики» Я. И. Волчека
- 1965 — «Визит дамы» Ф. Дюрренматта

### Московский театр им. Маяковского(1967—2001)
- 1968 — «Два товарища» по В. Н. Войновичу
- 1969, 2000 — «Дети Ванюшина» С. А. Найдёнова
- 1968 — «Конец книги шестой» Е. Брошкевича
- 1970 — «Трамвай „Желание“» Т. Уильямса
- 1970 — «Мария» А. Д. Салынского
- 1971 — «Три минуты Мартина Гроу» Г. А. Боровика
- 1972 — «Человек из Ламанчи» Д. Вассермана и Д. Дэриона
- 1972 — «Дума о Британке» Ю. И. Яновского
- 1973 — «Характеры» по В. М. Шукшину
- 1974 — «Банкрот, или Свои люди — сочтёмся» А. Н. Островского
- 1974 — «Неопубликованный репортаж» Р. М. Ибрагимбекова
- 1975 — «Беседы с Сократом» Э. С. Радзинского
- 1975 — «Старомодная комедия» А. Н. Арбузова
- 1975 — «Проводы» И. М. Дворецкого
- 1976 — «Венсеремос!» Г. А. Боровика
- 1976 — «Долгожданный» А. Д. Салынского
- 1977 — «Да здравствует королева, виват!» Р. Болта
- 1977 — «КПД одержимости!» Я. И. Волчека
- 1978 — «Бег» М. А. Булгакова
- 1979 — «Леди Макбет Мценского уезда» по Н. С. Лескову
- 1979 — «Возвращение неизвестных» («Борцы») С. Караса
- 1980 — «Аморальная история» Э. В. Брагинского и Э. А. Рязанова
- 1981 — «Жизнь Клима Самгина» по М. Горькому
- 1981 — «Колокола Хатыни» В. В. Быкова
- 1981 — «Диалоги» А. М. Володина
- 1981 — «Кошка на раскалённой крыше» Т. Уильямса
- 1982 — «Молва» А. Д. Салынского
- 1984 — «Агент 00» Г. А. Боровика
- 1984 — «Кухня» А. Уэскера
- 1984 — «Островитянин» А. А. Яковлева
- 1985 — «Театр времен Нерона и Сенеки» Э. Радзинского
- 1985 — «Завтра была война» по Б. Л. Васильеву
- 1988 — «Закат» И. Э. Бабеля
- 1989 — «Наливные яблоки или Правда хорошо, а счастье лучше» А. Н. Островского
- 1991 — «Виктория?.. (Завещание лорда Нельсона)» Т. Рэттигана
- 1991 — «Горбун» С. Мрожека
- 1994 — «Жертва века» по пьесе А. Н. Островского «Последняя жертва»
- 1995 — «Театральный романс» по пьесе А. Н. Толстого «Кукушкины слёзы»
- 1997 — «Как вам это полюбится» У. Шекспира

### Другие театры
- 1974 — «Дети Ванюшина» С. А. Найдёнова (Словенский национальный театр драмы в Любляне)
- 1976 — «Бег» М. А. Булгакова (Словенский национальный театр драмы в Любляне)
- 1977 — «Бег» М. А. Булгакова (Национальный театр имени И. Вазова в Софии)

## Фильмография

### Режиссёр
- 1966 — Кола Брюньон (фильм-спектакль) (совм. с Л. С. Ишимбаевой)
- 1967 — Мы — мужчины (фильм-спектакль) (совм. с А. В. Казьминой)
- 1978 — Старомодная комедия (фильм-спектакль) (совм. с А. В. Казьминой)
- 1979 — Интервью в Буэнос-Айресе (фильм-спектакль) (совм. с А. В. Ромашиным и А. В. Казьминой)
- 1981 — Родственники (фильм-спектакль) (совм. с Н. П. Марусаловой (Иваненковой))
- 1986 — Жизнь Клима Самгина (фильм-спектакль) (совм. с А. В. Ромашиным и А. В. Казьминой)
- 1989 — Кошка на раскалённой крыше (фильм-спектакль) (совм. с Ю. В. Иоффе)
- 1990 — Завтра была война (фильм-спектакль) (совм. с Ю. В. Иоффе и Н. П. Марусаловой (Иваненковой))

### Участие в фильмах
- 1967 — Классы (документальный)
- 1970-е — Портрет Андрея Гончарова (документальный)
- 1989 — Голос памяти (документальный)

### Архивные кадры
- 2008 — Александр Вампилов. Я знаю, я старым не буду… (документальный)
- 2010 — Наталья Гундарева и Михаил Филиппов. Снова дома! Снова дома! (из культурно-просветительского проекта телеканала Культура «Больше, чем любовь») (документальный)

## Награды и звания
- Герой Социалистического Труда (1987)
- Заслуженный деятель искусств РСФСР (1961)
- Народный артист РСФСР (1971)
- Народный артист СССР (1977)
- Государственная премия СССР (1977) — за постановку спектакля «Venceremos!» («Интервью в Буэнос-Айресе») Г. А. Боровика
- Государственная премия СССР (1984) — за постановку спектаклей последних лет «Молва» А. Д. Салынского, «Жизнь Клима самгина» М. Горького, «Леди Макбет Мценского уезда» Н. С. Лескова
- Государственная премия Российской Федерации (1998)[5]
- Государственная премия РСФСР имени К. С. Станиславского (1972) — за постановку спектакля «Мария» А. Д. Салынского
- Орден «За заслуги перед Отечеством» III степени (1997)
- Орден Ленина (1987)
- Орден Отечественной войны I степени (1985)
- Орден Трудового Красного Знамени (1979)
- Орден Красной Звезды
- Две медали «За боевые заслуги» (1944[4] и 1947[3])
- Медаль «За победу над Германией в Великой Отечественной войне 1941—1945 гг.»
- Медаль «В ознаменование 100-летия со дня рождения Владимира Ильича Ленина»
- Медаль «Ветеран труда»
- Медаль «В память 800-летия Москвы»
- В 1994 году спектакль А. А. Гончарова «Жертва века» по пьесе А. Н. Островского «Последняя жертва» получил премию «Хрустальная Турандот»
- Премия мэрии Москвы в области литературы и искусства (1994)
- Международная премия К. С. Станиславского (Международный общественный благотворительный фонд К. С. Станиславского, 1995)[6]

## Список произведений
- Гончаров А. А. Первые шаги, «Театр», 1953.
- Гончаров А. А. О целеустремленности режиссёра, «Театр», 1960.
- Гончаров А. А. Поиски выразительности в спектакле. — М.: Искусство, 1959. — 150 с. — 6500 экз.
- Гончаров А. А. Режиссёрские тетради. — М.: Всероссийское Театральное Общество, 1980. — 375 с.
- Гончаров А. А. Поиски выразительности // Мои театральные пристрастия : В 2 кн. — М.: Искусство, 1998. — Т. 1.
- Гончаров А. А. Выразительность в поиске // Мои театральные пристрастия : В 2 кн. — М.: Искусство, 1998. — Т. 2.